# 월리 핍
월터 클레먼트 "월리" 핍 시니어(영어: Walter Clement "Wally" Pipp Sr., 1893년 2월 17일 1965년 1월 11일)는 미국의 프로 야구 선수이다. 1913년부터 1928년까지 메이저 리그 베이스볼(MLB)의 디트로이트 타이거스, 뉴욕 양키스, 신시내티 레즈에서 1루수로 뛰었다.
1913년에 디트로이트 타이거스 유니폼을 입고 12경기에서 모습을 드러낸 뒤 이듬해 마이너 리그에 머물렀으며, 1915년 시즌을 앞두고 뉴욕 양키스로 영입되었다. 양키스에서 주전 1루수로 자리잡았으며, 홈런 베이커와 함께 소속팀 타선을 리그에서 가장 홈런이 많은 팀으로 이끌었다. 1916년과 1917년에 아메리칸 리그(AL) 홈런 1위를 했으며, 베이브 루스, 밥 뮤젤, 조 듀건, 웨이트 호이트와 함께 1921년부터 1923년까지 3년 연속 AL 우승을 차지한 데 이어 1923년 월드 시리즈에서도 우승을 거머쥐었다. 1925년에 루 게릭에게 1루수 주전 자리를 내주었고, 이후 신시내티 레즈에서 프로 선수 생활을 마무리지었다.
핍은 데드볼 시대의 최고의 파워 히터 중 한 명으로 꼽히며, 1925년 6월 2일 경기에서 두통을 겪은 후 1루수 주전 자리을 게릭에게 넘겨준 일화로 잘 알려져 있다. 게릭은 이때를 기점으로 MLB에서 56년간 깨지지 않은 2,130경기 연속 출전 기록을 달성했다.

## 어린 시절
월리 핍은 1893년 2월 17일에 미국 일리노이주 시카고에서 태어났다. 어머니 폴린(Pauline, 결혼 전 성 스트뢰버(Stroeber))은 부모와 함께 어린 나이에 독일에서 미국으로 이민을 왔다. 아버지 윌리엄(William) H. 핍의 부모님은 미시간주에서 결혼한 독일 출신 이민자였다. 월리 핍은 미시간주 그랜드래피즈에서 로마 가톨릭교회 신도로 자랐고, 어린 시절 머리에 하키 퍽을 머리에 맞아 평생 두통으로 고생했다고 밝혔다.
핍은 워싱턴 D.C.에 있는 미국 가톨릭 대학교에서 건축을 전공했으며, 학내 야구팀인 가톨릭 대학교 카디널스에서 선수로 뛰었다. 1913년에 대학교를 졸업했다.

## 선수 경력

### 커리어 초반
1912년, 핍은 클래스 D 레벨의 서던 미시간 리그 소속 캘러머주 셀러리이터스에서 프로 야구 선수로 데뷔했다. 그해 68경기에 출전해 타율 .270을 기록했다. 1912년 시즌 후반에 아메리칸 리그(AL)의 디트로이트 타이거스에서 핍의 계약을 사들였는데, 핍은 타이거스 구단에 영입 금액의 일부를 요구하며 받아들여지지 않을 경우 대학교로 돌아가겠다고 경고했다.
핍은 대학교를 졸업한 후 영입 금액의 일부를 받으려는 시도를 포기하고 타이거스 구단의 영입을 받아들였고, 1913년 6월 29일 경기에서 메이저 리그에 데뷔했다. 하지만 12경기에서 .161의 빈타에 시달린 뒤 클래스 AA 인터내셔널 리그의 프로비던스 그레이스로 강등되었다. 하지만 프로비던스 소속으로 14경기에 출전해 7개의 실책을 저지른 후 다시 클래스 B 뉴욕 스테이트 리그의 스크랜턴 마이너스로 재강등되었고, 스크랜턴에서는 타율 .220을 기록했다.
1914년, 핍은 인터내셔널 리그의 로체스터 허슬러스에서 뛰며 타율 .314, 3루타 27개를 기록했다. 이외에도 15홈런, 장타율 .526, 290루타수로 세 부문 리그 1위에 올랐다.

### 뉴욕 양키스
1915년 1월, 제이콥 루퍼트와 틸링해스트 로메듀 휴스턴은 아메리칸 리그의 뉴욕 양키스를 사들이기로 합의했다. 합의의 일부로 아메리칸 리그의 타팀 구단주들은 양키스 재건을 위해 유망주들을 합리적인 가격에 보내주기로 했다. 이러한 거래 중 하나가 루퍼트와 휴스턴의 협상을 통한 핍의 영입이었다. 하지만 루퍼트와 휴스턴이 양키스를 완전히 인수한 후, 디트로이트 타이거스 구단주 프랭크 네이빈을 제외하고는 아메리칸 리그 팀 구단주들은 아무도 약속을 지키지 않았다. 1915년 2월 4일, 타이거스는 핍과 외야수 휴 하이를 양키스로 보내는 대신 각 선수당 5,000달러(오늘날 화폐 가치로 128,000달러)의 금액을 받았다.

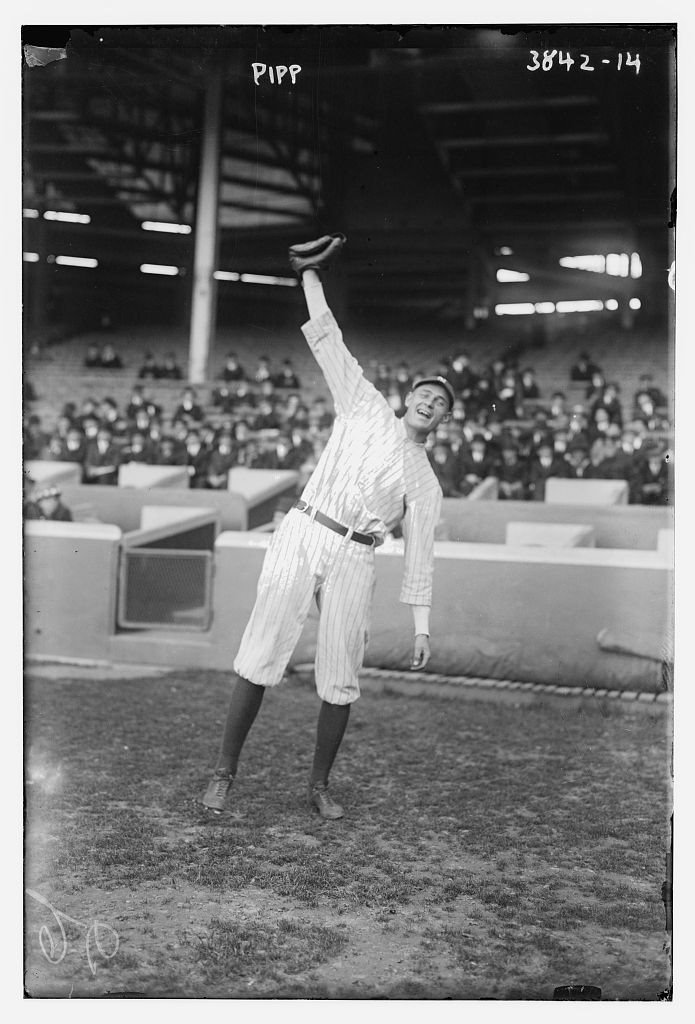
1916년 양키스 시절의 핍

뉴욕 양키스는 루퍼트와 휴스턴의 구단 매입 전 8시즌 동안 단 한 시즌만 5할이 넘는 승률을 기록하며 부진에 빠져 있었다. 양키스는 1915년 시즌 개막전에서 핍을 선발 1루수로 기용한 데 이어 이듬해인 1916년에는 홈런 베이커를 영입했는데, 이 둘은 곧 양키스 타순의 중심이 되었다. 1916년 시즌의 아메리칸 리그 홈런 1위는 12개의 홈런을 기록한 핍이었고, 2위가 10개를 쳐낸 베이커였다. 핍은 다음해인 1917년 9홈런으로 다시금 AL 홈런 1위에 올랐다.
1918년, 핍은 홈런 2개만을 쳐냈지만 .304의 준수한 타율을 기록했다. 제1차 세계 대전에 참전한 정부의 "일하거나 싸우거나"라는 방침 때문에 매사추세츠 공과대학교에서 해군 항공 사관 생도로 일하게 되면서 출전 시간을 손해보기도 했다. 1919년에는 타율 .275에 7홈런을 쳐냈으며, 이해부터 베이브 루스가 핍을 앞지르고 아메리칸 리그의 최고의 파워 히터로 이름을 날리기 시작했다. 그해 시즌이 마무리되고 난 후, 양키스는 전력 강화를 위해 루스를 포함, 외야수 밥 뮤젤과 3루수 조 듀건을 영입했다. 1920년부터 1924년까지 핍은 타율 .301에 시즌 평균 2루타 29개, 94득점, 97타점을 기록했다. 강력한 타선과 웨이트 호이트와 같은 선수가 포진한 투수진 덕분에 양키스는 1920년 시즌에 리그 2위에 올랐다. 핍은 루스 다음 타순에서 클린업 타자로 자리잡았다. 1921년에는 타율 .296를 기록했고, 소속팀 양키스는 아메리칸 리그 우승을 이뤄냈다. 하지만 내셔널 리그 연고지 라이벌 뉴욕 자이언츠와 치른 1921년 월드 시리즈에서는 준우승에 그쳤다.
1922년 7월 26일, 세인트루이스 브라운스와의 경기 중 5회에 핍은 공을 놓쳤다. 양키스 수비진이 이닝을 끝내고 덕아웃으로 들어가자, 루스는 핍의 수비를 비난했다. 그러자 핍이 루스에게 덤벼들었고, 주변 동료들이 둘을 서로 막아섰다. 루스가 "경기 후에 해결하자"고 했지만 둘은 이날 경기에서 타격으로 팀을 승리로 이끌었고, 경기 종료 후 핍이 루스에게 다가갔지만 루스는 다툼을 피했다. 핍은 이 사건 이후로 양키스 선수단 내에 긴장이 완화되면서, 더 나은 플레이를 펼칠 수 있었다고 말했다. 핍은 1922년 타율 .329를 기록했으며, 양키스는 다시금 아메리칸 리그 우승을 이뤄냈다. 뉴욕 자이언츠와 재대결한 1922년 월드 시리즈에서 양키스는 2년 연속 준우승에 머물렀다. 한편 핍은 컬럼비아 대학교에서 대학 야구 선수로 뛰고 있던 루 게릭을 스카우트했고, 밀러 허긴스 양키스 감독에게 게릭과 계약을 반드시 맺어야 한다고 설득했다. 핍은 게릭이 계약을 맺은 이후 그가 좋은 선수로 성장할 수 있도록 특별히 신경써주기도 했다. 핍은 1923년에도 뛰어난 시즌을 보냈으나, 시즌 후반에 보스턴에서 기차에서 하차하다가 오른쪽 발목을 다쳤다. 그를 대신해 마이너 리그에서 올라온 게릭이 1루수로 네 경기를 소화했고, 시즌 마지막 4경기에서는 루스를 1루수로 기용했다. 허긴스 감독은 핍이 1923년 월드 시리즈에 출전하지 못할 것이라고 보았지만, 충분히 회복한 핍은 시리즈에 출전할 수 있었다. 양키스는 6차전 승부 끝에 자이언츠를 꺾고 월드 시리즈 우승을 차지했다. 1924년 시즌, 양키스는 정규 시즌에서 아메리칸 리그 2위를 기록했으며, 핍은 3루타 19개로 이 부문 AL 1위에 올랐다.

#### 1925년: 양키스 선발 라인업에서의 제외

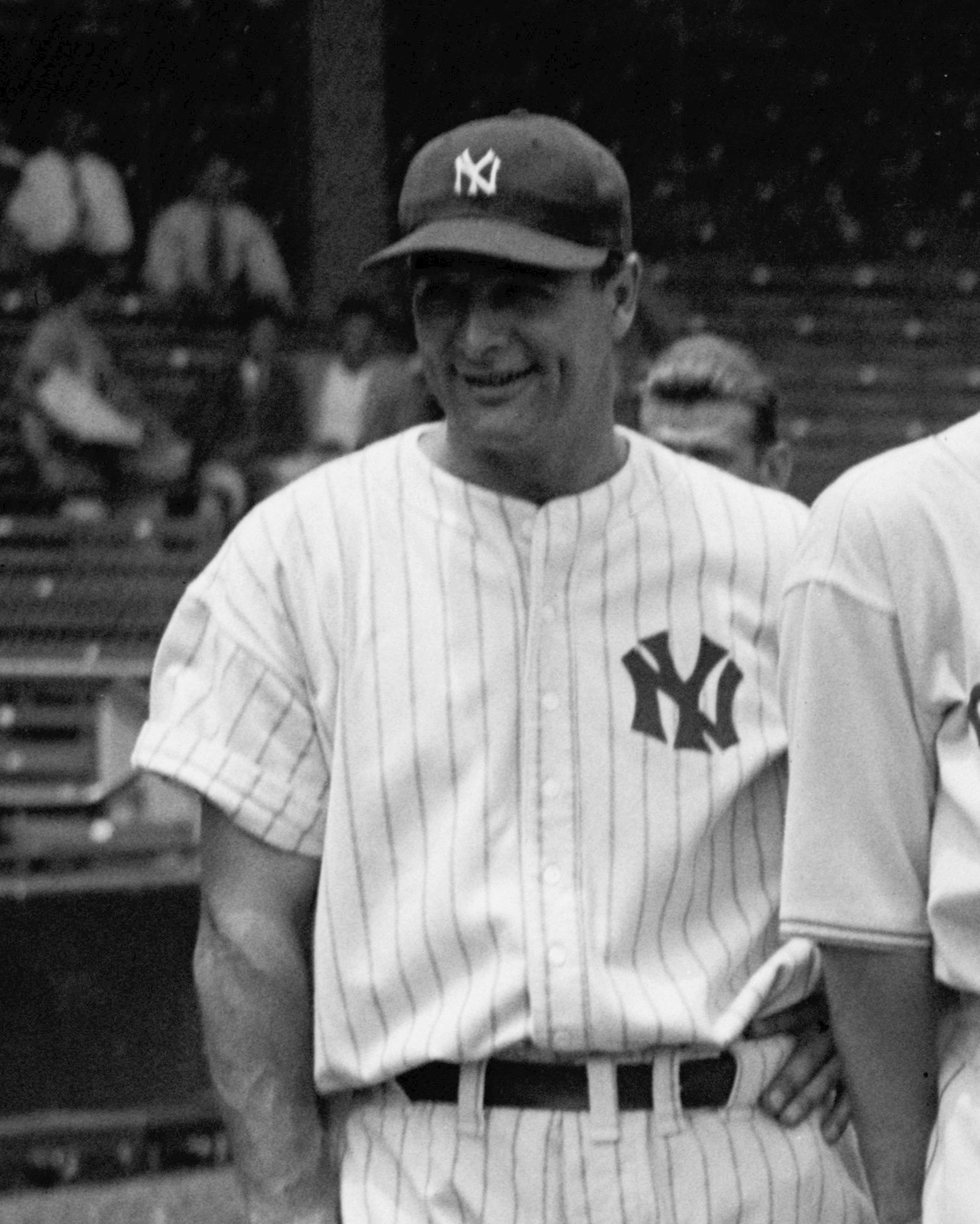
1925년 6월 2일 경기에서 핍을 대신해 라인업에 이름을 올린 루 게릭

1925년의 뉴욕 양키스는 부침을 겪으며 어려운 시즌을 보냈고, 허긴스 감독은 이에 대한 대응으로 기존의 선수들 대신 새로운 이름을 라인업에 올리기 시작했다. 5월 6일에는 주전 유격수 에버렛 스콧 대신 피 위 와닝거가 선발 출전했는데, 이로써 당시 1,307경기 연속 출전으로 역대 가장 긴 연속 경기 출전 기록을 이어가는 중이었던 스콧의 기록이 중단되었다. 양키스는 5월 29일부터 5연패를 당했고 연패 마지막 날인 6월 1일까지 15승 26패를 거두며 아메리칸 리그 8팀 중에 7위에 머물렀는데, 이 시점에 8위 팀과는 불과 반 경기 차였고 1위 팀과는 13+1⁄2경기 차까지 벌어져 있었다. 5연패 다음날인 워싱턴 세너터스전을 앞두고 허긴스 감독은 선발 라인업에서 핍을 제외하고 그 자리에 대신 게릭의 이름을 넣었고, 2루수 에런 워드와 포수 월리 샹도 벤치에 머무르게 했다. 그때까지 핍은 타율 .244에 3홈런, 23타점을 기록했고, 특히 직전 3주간은 .181의 극심한 부진에 빠져 있었다. 6월 2일 경기는 14시즌 동안 이어진 게릭의 2,130경기 연속 경기 중 두 번째 경기였는데, 전날 경기에서 게릭은 유격수 와닝거를 대신해 대타로 들어섰다.
1925년 6월 2일 경기는 게릭에게 있어 역사적인 순간이었을 뿐만 아니라 이날 3안타를 치며 만족할 만한 경기를 치러냈지만, 이후 두 경기에서 각각 3타수 무안타를 기록한 뒤 대타로 교체되었다. 이 두 경기에서 핍은 1루수로 교체 출전해 경기가 종료될 때까지 필드 위를 지켰다.
이 일화의 가장 유명한 버전에 따르면, 핍은 이날 심한 두통을 안고 양키 스타디움에 나타나서는 트레이너에게 아스피린 두 알을 달라고 요청했다고 한다. 이 사실을 알게 된 허긴스 감독은 핍에게 "월리, 오늘은 쉬어. 오늘은 어린 게릭을 1루수로 써보고 너는 내일 복귀하자."고 말했고, 게릭이 자신의 실력을 보여주며 양키스의 새로운 1루수가 되었다고 한다. 이 버전은 1939년에 《뉴욕 월드텔레그램》에 실린 게릭의 경력에 관한 기사에서 처음 등장했으며, 핍이 인터뷰한 내용이었다. 핍은 나중에 "저는 역사상 가장 비싼 아스피린을 삼켰습니다."라고 말했다.
게릭의 삶을 다룬 1942년 영화 《야구왕 루 게릭》의 줄거리에서는 핍이 경기 이틀 전에 머리에 공을 맞은 후 복시가 생겨 경기에 출전하지 못하겠다고 한다. 1953년, 핍은 《뉴욕 타임스》에 실린 기사에서 자신이 타격 연습을 하던 도중 찰리 칼드웰이 던진 공에 머리를 맞아 라인업에서 빠졌다고 이야기했다. 그러나 핍이 칼드웰의 공에 맞아 병원에 입원한 것은 사실이지만, 이 사건은 핍이 경기에서 제외된 뒤 한 달 후인 7월 2일에 있었던 일이었다.
《뉴욕 선》에서는 핍이 좌완 투수를 상대로 어려움을 겪고 있었고, 경기 당일에 상대팀 세너터스의 선발투수로 좌완 조지 모그리지가 내정되면서 핍이 선발 라인업에서 제외되었다고 보도했다. 다른 자료들을 살펴보면 허긴스 양키스 감독이 슬럼프에 빠진 라인업에 변화를 주기 위해 핍과 다른 베테랑 선수들을 벤치에 앉혔다고 한다. 게릭의 아내가 말한 내용에 따르면 핍이 경마장에서 경마에 도박을 하고 있어서 6월 2일 경기에 모습을 드러내지 않았다고 한다. 하지만 핍의 아들 토머스는 이러한 소문을 부인하며 아버지는 경마 도박을 일절 하지 않았다고 주장했다. 《스포츠 일러스트레이티드》와의 인터뷰에서 핍의 자녀들은 아버지가 벤치에 앉게 된 이유에 대해서 서로 의견이 갈렸고, 핍이 공에 맞았거나 부진했기 때문이라고 생각한다고 밝혔다. 아들 토머스는 자신과 달리 게릭이 양키스의 미래라는 걸 알고 있던 아버지가 감독에게 자신의 자리에 게릭을 출전시키라고 말했을 것이라 믿는다고 이야기했다. 또 다른 이야기에 따르면 핍이 두통으로 인해 벤치에 있기를 요청했으며, 이 이야기는 아들 토머스와 빌 워버가 사실임을 확인했다.

### 커리어 후반
핍을 비롯해 워드, 샹이 선발 제외되었던 경기의 전날, 루스가 양키스의 라인업에 복귀했다. 루스의 복귀와 그해 타율 .295, 20홈런, 68타점을 기록한 게릭의 활약에도 불구하고, 양키스는 7위로 시즌을 마쳤다. 핍은 7월 2일 칼드웰의 공에 맞은 후 일주일간 병원에 입원했으며, 남은 시즌 동안 드물게 경기에 출전했다. 그해 시즌 성적은 타율 .230, 3홈런, 24타점을 기록했다.

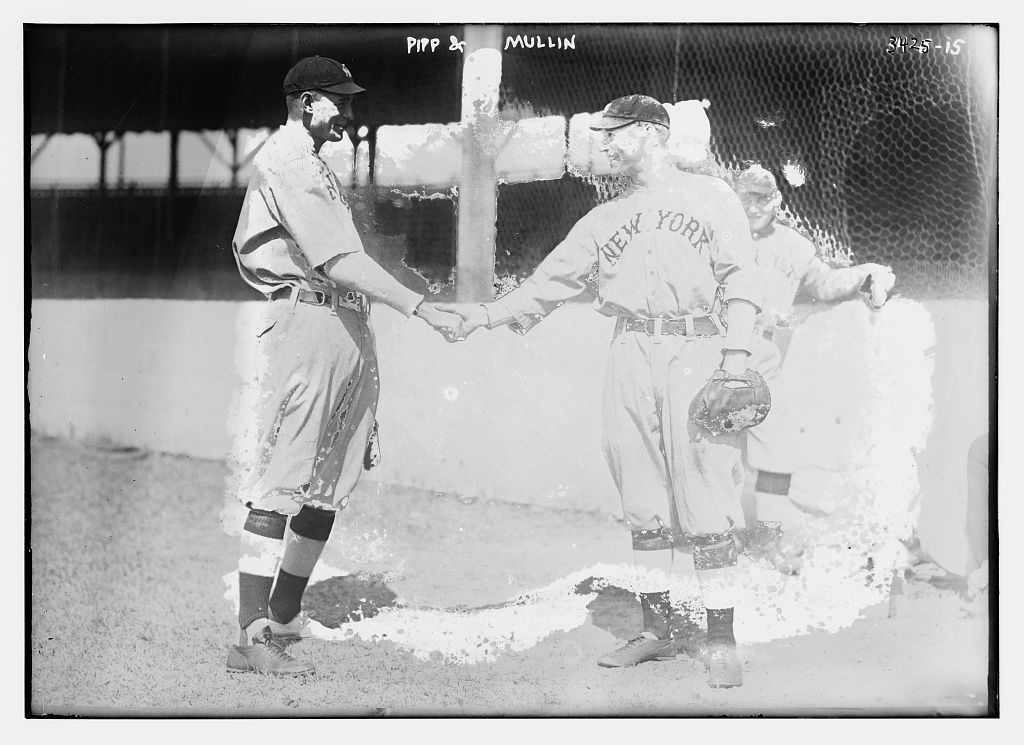
핍(왼쪽)과 찰리 멀런(오른쪽)

부진한 성적을 거둔 허긴스 감독은 비시즌 기간에 선수단에 변화를 주었다. 다른 아메리칸 리그 팀과 핍을 교환하는 트레이드를 시도했지만, 합의에 이르지 못했다. 결국 양키스는 핍을 웨이버 공시했으며 내셔널 리그의 신시내티 레즈가 그를 영입했는데, 보도에 따르면 웨이버 가격 7,500달러보다 더 큰 금액을 양키스에게 지불했다고 한다. 1924년에 세상을 떠난 제이크 도버트 이후 강한 1루수가 없었던 레즈는 트레이드를 통해 자이언츠에서 빌 테리를 영입하고자 시도했지만, 반대 급부로 에드 라우시를 내주고 싶지 않았기에 이에 대한 대체 자원으로 핍을 영입하게 되었다. 핍은 1912년 당시처럼 영입 비용의 일부를 가져가려고 했지만 거부당했다.
핍은 레즈에서 3시즌 동안 372경기에 출전했다. 1926년에는 타율 .291을 기록했으며, 99타점과 15타점으로 두 부문 내셔널 리그 4위에 올랐다. 1927년에는 타율 .260과 41타점, 1928년에는 타율 .283를 기록했다.
레즈 선수단에 조지 켈리라는 1루수 자원이 있었기에, 신시내티는 1929년 시즌이 시작되기 전 핍을 방출했다. 그해 핍은 인터내셔널 리그의 뉴어크 베어스와 계약을 맺었다. 그해 메이저 리그에서 받았던 금액보다 더 많은 4만 달러(오늘날 화폐 가치로 600,000달러)의 연봉을 받았다. 1929년 뉴어크에서 타율 .312를 기록했으며, 시즌이 끝난 후 은퇴를 선언했다.
핍은 메이저 리그에서 통산 1,872경기에 출전했다. 세 차례 3할 이상의 시즌을 보냈으며, 두 차례 100타점 이상 시즌을 보냈다. 통산 타율은 .281를 기록했다. 양대 리그에서 수비율 1위를 차지한 시즌이 있었다. 통산 226개의 희생타는 양키스 소속 선수 최다 희생타로 기록되고 있다. 또한 핍은 양키스 출신 선수로는 아메리칸 리그에서 홈런 1위에 오른 최초의 선수이다. 게릭에게 자리를 내준 일화가 유명해진 이후로 선수가 라인업에서 다른 선수로 인해 대체되었을 때, 특히 사소한 부상으로 그러했을 때 흔히 "월리 핍되다"(Wally Pipped)라고 부르는 표현이 생겨나기도 했다.

## 이후의 삶
핍은 양키 스타디움과 타이거 스타디움에서 열리는 열두 번의 올드타이머스 데이 경기에 참여했다. 나중에 잡지 《스포츠 일러스트레이티드》의 창간 기자로 합류했다.
선수로서 은퇴 후 주식시장에 투자하다가 1929년 월스트리트 대폭락으로 인해 많은 돈을 잃었다. 또한 《Buying Cheap and Selling Dear》라는 이름의 책을 저술했다. 디트로이트 타이거스 경기 시작 전 야구 프로그램에서 방송 진행자로 출연했고, 라디오 대본을 작성했고, 출판업에도 종사했다. 국가청년국에서 일하며 지역사회에 야구 프로그램을 조직하기도 했다. 대공황 시기에는 실업 상태로 시간을 보냈으며, 1940년에는 파산 직전에 있었지만 간신히 빚을 상환하기도 했다.
제2차 세계 대전 중에 핍은 미시간주 입실랜티에 있는 윌로 런 제조 단지에서 B-24 폭격기를 생산하는 일을 했다. 전쟁 이후에는 록포드 스크류 프로덕트 코퍼레이션에서 디트로이트와 그랜드래피즈에 있는 자동차 회사에 볼트와 나사를 판매하는 기계 부품 판매원으로 근무했다.

## 사생활
핍과 그의 아내 노라(Nora)는 네 명의 자녀를 두었는데, 월터, 톰, 월리 주니어(Walter, Tom, and Wally Jr.)라는 이름의 세 명의 아들과 딸 도로시(Dorothy)가 있었다. 핍의 첫째 형인 W. B. 핍은 가톨릭 사제이자 골프 선수였다.
핍과 그의 가족들은 1949년에 미시간주 랜싱으로 이주했다. 핍은 여러 번 뇌졸중을 겪은 뒤 1963년 9월에 그랜드래피즈에 있는 요양소에 입소했다. 그리고 1965년 1월 11일에 심장마비로 인해 71세의 나이로 세상을 떠났다. 시신은 그랜드래피즈의 우들론 묘지에 안장되었다.